# Colostethus abditaurantius
Hyloxalus abditaurantius là một loài ếch thuộc họ Dendrobatidae. Đây là loài đặc hữu của Colombia. Môi trường sống tự nhiên của chúng là vùng núi ẩm nhiệt đới hoặc cận nhiệt đới, sông ngòi, và rừng thoái hóa nghiêm trọng. Chúng hiện đang bị đe dọa vì mất môi trường sống.